# 东清铁路X180号蒸汽机车
Kh型180号蒸汽机车，是一辆曾于20世纪初行走东清铁路的蒸汽机车。

## 历史
这辆机车由美国鲍尔温机车厂制造，出厂时间为1898年，生产序号为16117，轨距使用了沙俄标准的1,520毫米宽轨，属东清铁路121辆Х型蒸汽机车的其中一辆。

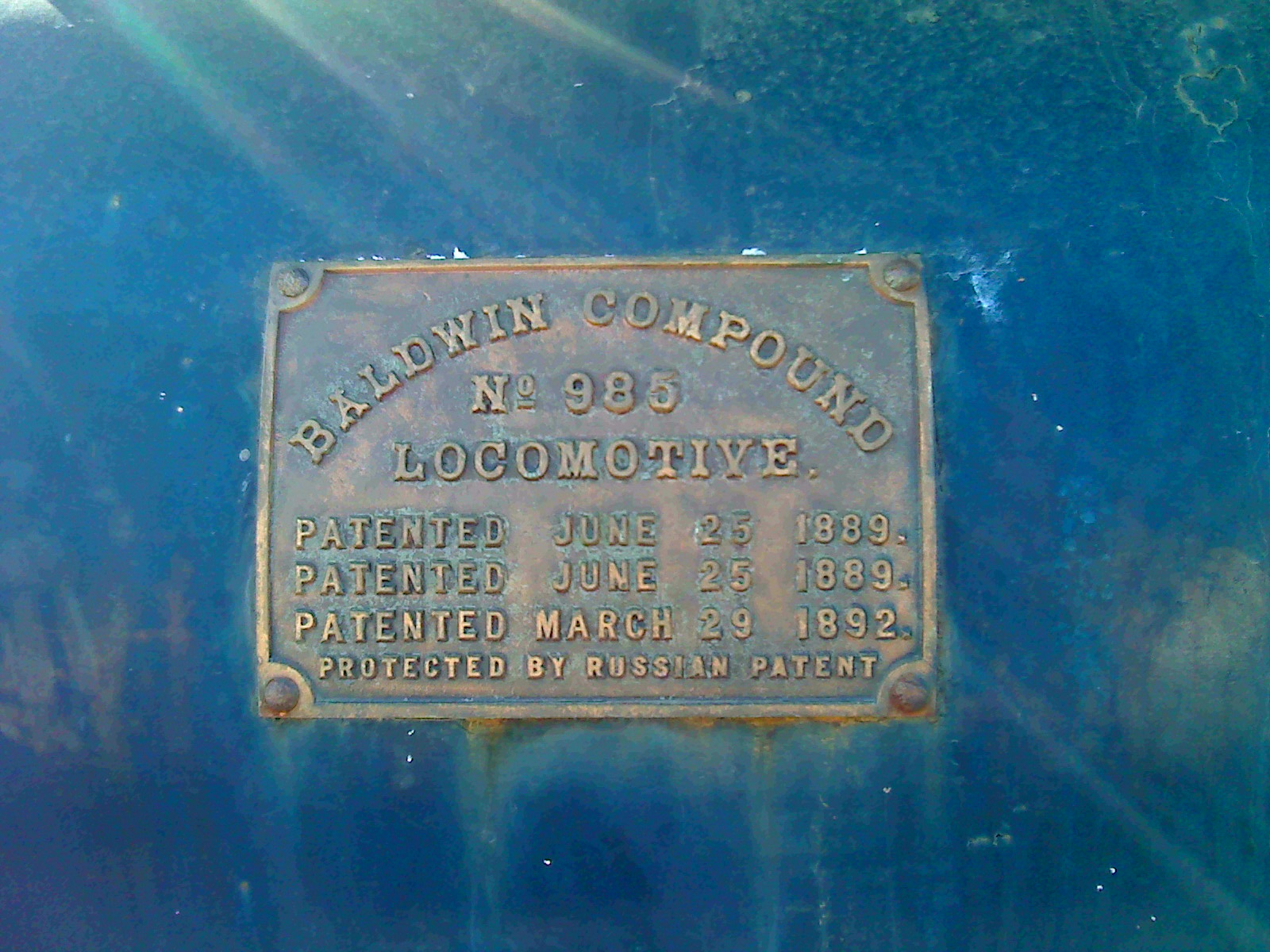
东清铁路X180号蒸汽机车铭牌

2005年3月，在中铁九局建造哈大铁路拉林河特大铁路桥期间，施工人员在深埋地底5米处（位于扶余县境），发现了这辆机车，媒体称之为“百年火车头”。经吉林省文物委员会鉴定，暂定为国家二级文物。这辆机车于4月被拉出地面。至5月修复工程完成后，被运往长春伪满皇宫博物院静态展示。
由于技术上的原因，其煤水车部份仍长时间滞留在现场，至2007年1月方成功打捞并运抵长春。

## 参看
關於俄罗斯铁路以及苏联铁路Kh蒸汽机车运用情况：